# 永山時英
永山 時英（ながやま ときひで、慶応3年3月1日（1867年4月5日） - 昭和10年（1935年）2月6日）は、日本の教育家。長崎県立長崎図書館初代館長。

## 略歴
- 1867年：薩摩国市来郷長里村（現・鹿児島県日置市東市来町長里）の浅谷家に生まれる[1]。
- 1889年7月：鹿児島高等中学造士館予科卒業[2]。
- 1892年7月：第一高等中学校卒業[3]。
- 1895年：東京帝国大学史学科を卒業。
- 1902年：鹿児島県川内中学校（現在の鹿児島県立川内高等学校）校長に就任。
- 1907年：第七高等学校造士館教授に就任。
- 1907年：長崎県立長崎図書館の初代専任館長に就任。
- 1935年：死去。墓所は長崎市の観善寺。

## 業績
近世長崎の歴史的特異性に着目し、世界史の中の長崎という視点から、キリシタン史料・対外貿易史料の収集等特色ある図書館作りに努めた。また、日本図書館協会の理事を務め、日本の図書館活動の発展に寄与した。同時期の長崎で活動した古賀十二郎・武藤長蔵と並んで長崎学の三大家とされる。

## 著書
- 『対外史料美術大観』 1918年
- 『東西市来郷土史』1921年[1]
- 『吉利支丹史料集』 1926年
- 『増訂切支丹史料集』 対外史料宝鑑刊行会 1927年